# Догерти, Эван
Эван Догерти (англ. Evan Daugherty) — американский сценарист. Он написал сценарии к фильмам «Сезон убийц», «Белоснежка и охотник» и к киноадаптации «Дивергент».

## Карьера
Он написал свой собственный сценарий «Шрапнель» в 2008 году, который позже стал фильмом под названием «Сезон убийц».  Получил хорошие отзывы критиков. Сценарий занял первое место в конкурсе Script Pipeline в 2008 году и попал в «чёрный список» 2008 года, список сценариев, которые считают готовыми для производства отбором людей, но ещё не произведены. Он также стал сценаристом, режиссёром и монтажёром короткометражки «Rusty Forkblade».
В 2007 году, он получил бронзовую медаль за свою работу над «Rusty Forkblade». Позже, оригинальный сценарий Догерти, «Белоснежка и охотник», был продан Universal Pictures за 3.2 миллиона долларов, а позже был изменён Джоном Ли Хэнкоком и Хуссейном Амини. Идея Догерти «Белоснежки и охотника» возникла из домашнего задания профессора из Нью-Йоркского университета, чтобы "взять классическую сказку на новый манер." Согласно Гильдии сценаристов США, он внёс 50-60% сценария, а Хэнкок и Амини, каждый из них, внёс по 20-25%.
Последним на данный момент сценарным проектом Догерти является переписывание сценария фильма «Черепашки-ниндзя». В 2015 году, фильм был номинирован на пять премий «Золотая малина», включая худший сценарий.

### Предстоящие работы
Также как и работа над фильмом «G.I. Joe: Бросок кобры 3» для Paramount Pictures, Догерти также назначен на место сценариста и исполнительного продюсера сериала «Эсмеральда» для ABC, основанного на романе «Горбун из Нотр-Дама», а также перезапустить серию «Расхитительницы гробниц» для Warner Bros. и MGM.

## Фильмография
| Год  | Название             | Ориг. название               | Роль                           | Примечания                  |
| ---- | -------------------- | ---------------------------- | ------------------------------ | --------------------------- |
| 2006 | Rusty Forkblade      | Rusty Forkblade              | сценарист, режиссёр и монтажёр | бронзовая медаль за отличие |
| 2012 | Белоснежка и охотник | Snow White and the Huntsman  | сценарист                      |                             |
| 2013 | Сезон убийц          | Killing Season               | сценарист                      |                             |
| 2014 | Дивергент            | Divergent                    | сценарист                      | с Ванессой Тейлор           |
| 2014 | Черепашки-ниндзя     | Teenage Mutant Ninja Turtles | сценарист                      | [ 9 ]                       |